# György Telegdy
György Telegdy (Budapest, 10 maggio 1927 – 8 gennaio 2022) è stato un cestista ungherese.

## Carriera
Con l'Ungheria ha disputato i Giochi olimpici di Helsinki 1952.